# Neferkare
Neferkare byl panovníkem 2. dynastie ve starověkém Egyptě. Délka jeho vlády je neznámá. Historik Manetho uvádí, že na trůnu strávil 25 let, což mnoho egyptologů odmítá.

## Faraonovo jméno
Jméno „Neferkare“, znamenající „Krásná je duše Reova“, se objevuje pouze v Sakkárském královském seznamu. Turínský list je v případě tohoto jména špatně čitelný. Egyptologové říkají, že by jeho jméno mohlo být přečteno jako „Aaka“ nebo „Neferka“. Oba listy uvádějí Neferkareho jako nástupce Senedže a předchůdce Neferkasokarea.

## Identita
Dodnes nebyl nalezen žádný zdroj s jeho či Horovo jménem, který by mohl být k tomuto vladaři připojen. Egyptolog Kim Ryholt věří, že Neferkare/Neferka je stejná osoba jako poslední král 1. dynastie Kaa, který mohl po krátkou dobu používat i jméno Sneferka. Ryholt se domnívá, že písař mohl přidat symbol slunce ke jménu „(S)Neferka“, přičemž ignoroval, že symbol slunce nebyl ve druhé dynastii ještě uctíván. Pro srovnání poukazuje na jméno Neferkareho II z Abydoského královského seznamu.
Řecký historik Manetho nazývá Neferkareho jako „Népherchêres“ a uvádí, že během jeho vlády „Nilem po dobu jedenácti dní tekl med“. Egyptologové myslí, že toto sousloví znamená, že království během Népherchêresovi vlády vzkvétalo.

## Vláda
Většinou je přijímána teorie, že Neferkare nevládl sám a o trůn se dělil s jiným vladařem. Je však zatím nejasné se kterým.
V pozdějších královských seznamech, konkrétně v Sakkárském a Turínském listu, jsou jako jeho přímí nástupci uvedeni Neferkasokar následovaný Hudžefem. V Abydoském listu jsou tito tři faraoni úplně vynecháni. Pokud byl již v době Neferkareho nástupu na trůn Egypt rozdělen na dvě části, předpokládá se, že Sechemib a Peribsen byli vládci Horního Egypta, kdežto Neferkare a jeho následovníci by vládli Dolnímu Egyptu. Předpokládá se, že Egypt byl následně sjednocen faraonem Chasechemuejem.
| Egyptští králové   | Egyptští králové                        | Egyptští králové       |
| ------------------ | --------------------------------------- | ---------------------- |
| Předchůdce: Senedž | 2749/2699–2744/2694 př. n. l. Neferkare | Nástupce: Neferkasokar |